# Озерне (Миргородський район)
Озерне — село в Україні, у Лохвицькій міській громаді Миргородського району Полтавської області. Населення становить 54 осіб. Колишній орган місцевого самоврядування — Безсалівська сільська рада.

## Географія
Село Озерне знаходиться за 3 км від правого берега річки Лохвиця, за 1 км від села Сокириха.

## Історія
12 червня 2020 року, відповідно до розпорядження Кабінету Міністрів України № 721-р «Про визначення адміністративних центрів та затвердження територій територіальних громад Полтавської області», село увійшло до складу Лохвицької міської громади.

19 липня 2020 року, в результаті адміністративно - територіальної реформи та ліквідації Лохвицького району, село увійшло до складу новоутвореного Миргородського району Полтавської області.

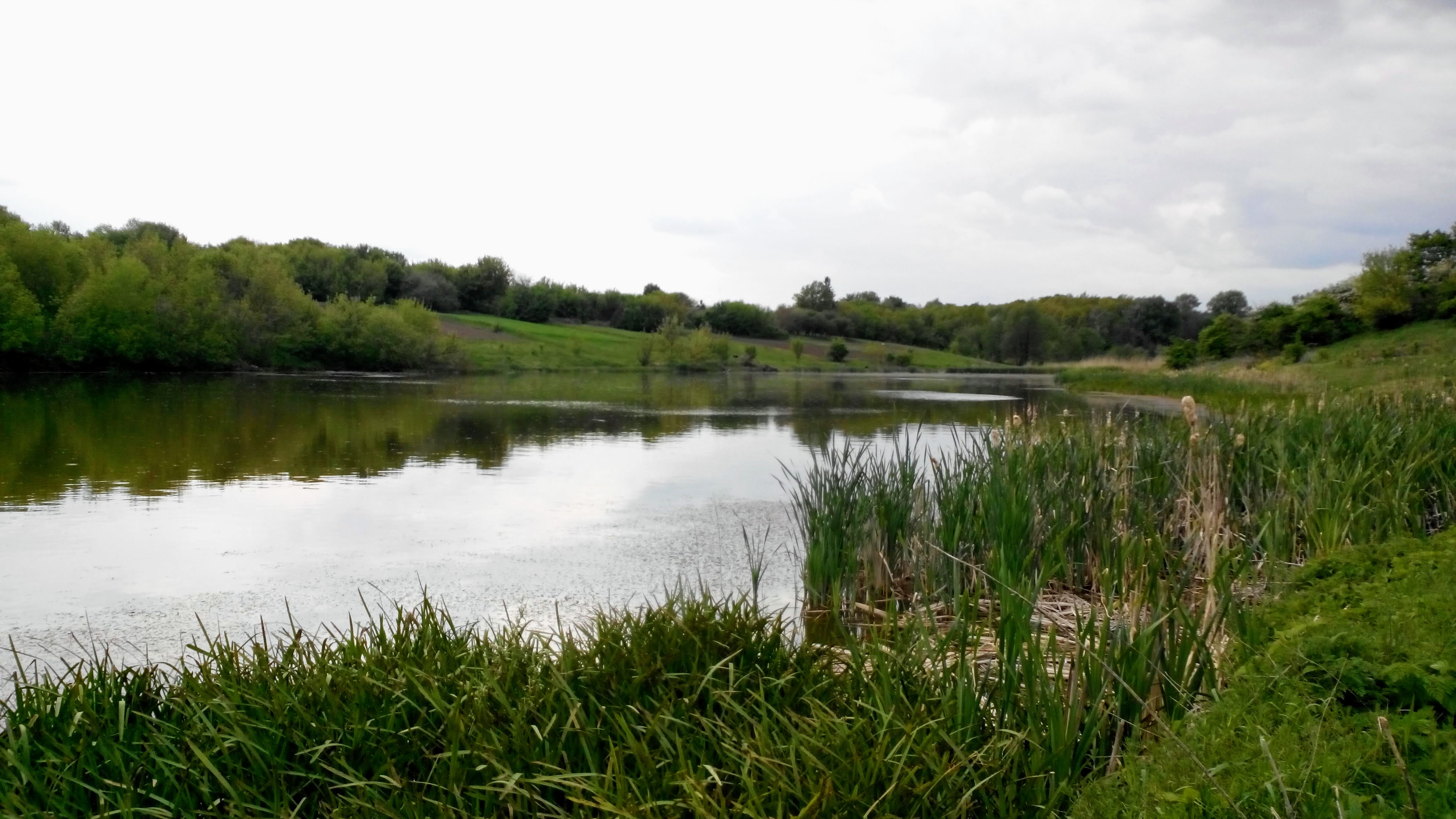
Озера в селі Озерному
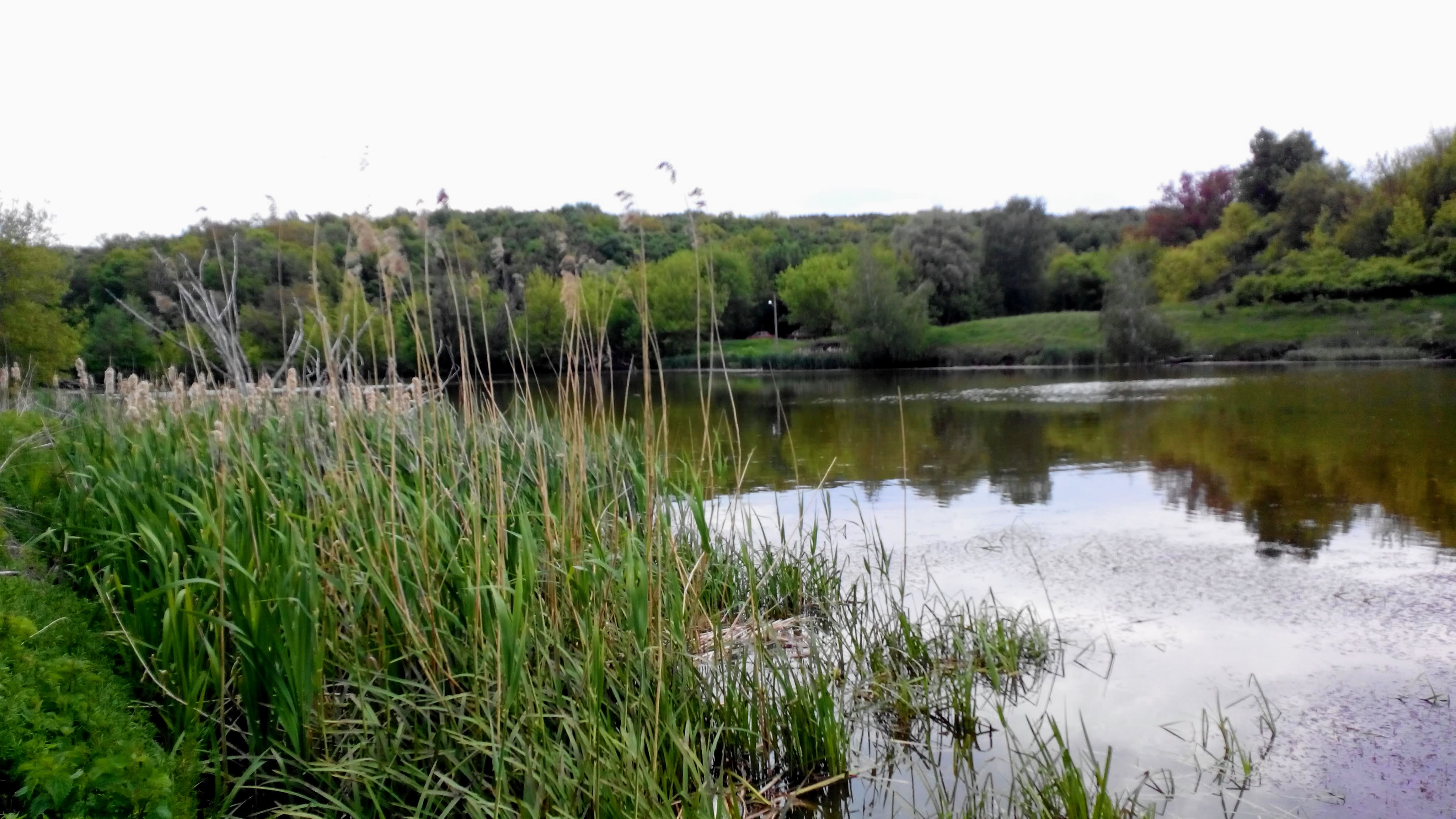
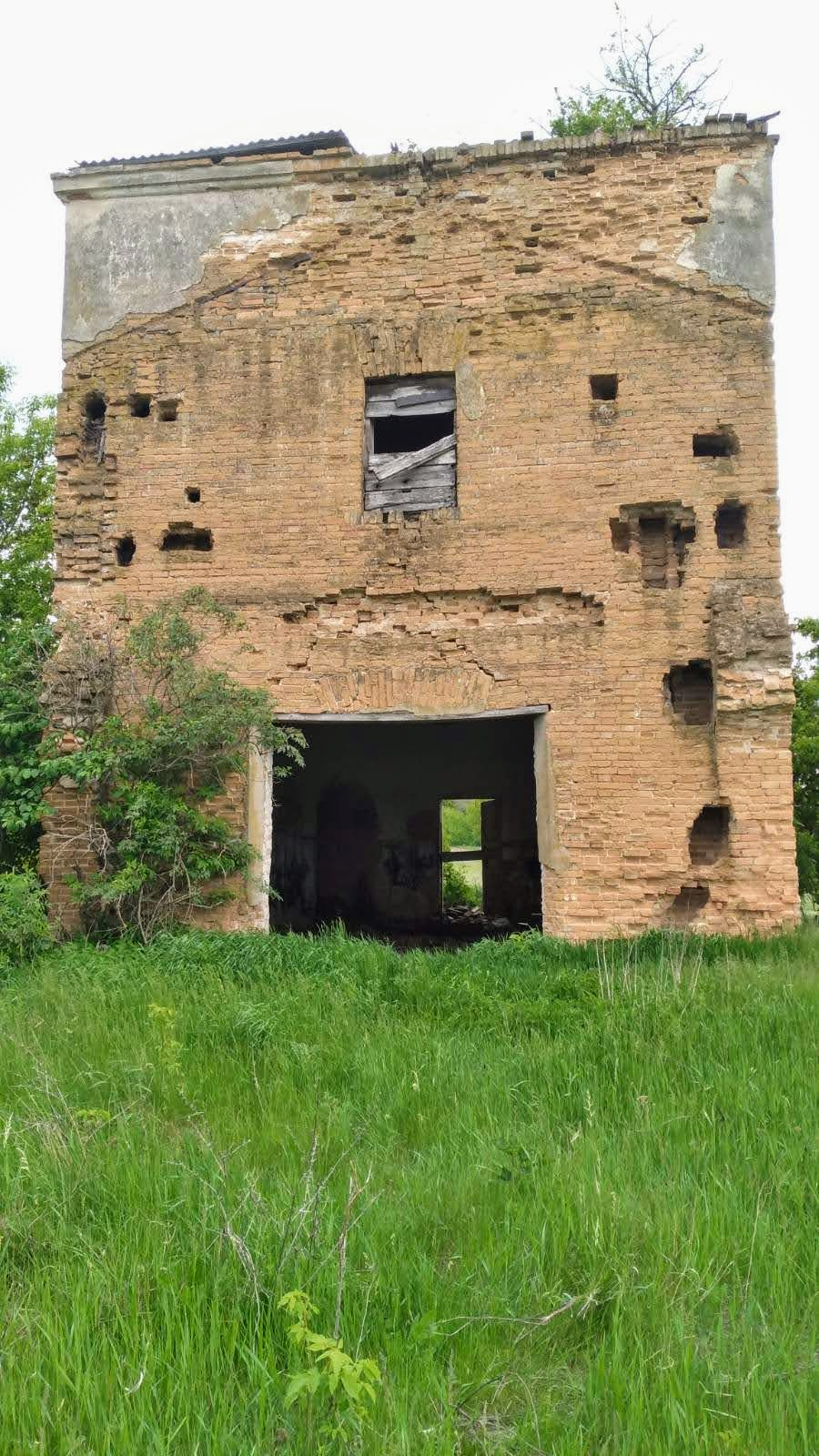
Залишки панського маєтку